# Élections municipales portugaises de 2025
Les élections municipales portugaises de 2025 (en portugais : Eleições autárquicas portuguesas de 2025) ont lieu le 12 octobre 2025 afin de renouveler les organes exécutifs et législatifs des municipalités et des freguesias du Portugal pour un mandat de quatre ans.

## Contexte
Les élections municipales de 2025 se tiennent dans un contexte politique et électoral chargé, sept mois après la tenue d'élections législatives anticipées et trois mois avant l'élection présidentielle de 2026. Le scrutin législatif de mai 2025 a vu le parti Chega obtenir, pour la première fois, le deuxième plus grand nombre de sièges à l'Assemblée de la République, dans un contexte d'effondrement du vote socialiste.
Une modification majeure de l'organisation des échelons locaux est entérinée à travers la promulgation, le 13 mars 2025, d'une loi de désagrégation de nombreuses « unions de freguesias », créées en 2013 dans l'optique d'une réduction de la dépense publique. Alors qu'une telle loi doit être promulguée au moins six mois avant la date d'un scrutin national, la dissolution de l'Assemblée de la République décidée par le Président Marcelo Rebelo de Sousa aurait pu occasionner le report de son application si le délai entre les élections législatives et les élections municipales avait été de moins de six mois, ce qui ne fut, ultimement, pas le cas.

## Système électoral
À l'échelon local, le Portugal est subdivisé en 308 municipalités, elles-mêmes découpées en freguesias. Municipalités et freguesias sont dotées, à chaque niveau, d'un organe exécutif et d'un organe législatif. Ainsi, chaque municipalité est administrée conjointement par une chambre municipale (exécutif) et une assemblée municipale (législatif) ; chaque freguesia l'est par une junte freguesiale (exécutif) et une assemblée freguesiale (législatif). Municipalités et freguesias sont, ultimement, dirigées par un maire, respectivement président de la chambre municipale et président de la junte freguesiale.
Les membres de tous ces organes sont élus au scrutin proportionnel plurinominal suivant la méthode d'Hondt sur trois bulletins différents : un premier pour la chambre municipale, un second pour l'assemblée municipale, le dernier pour l'assemblée freguesiale.
Contrairement aux élections législatives et régionales, des listes indépendantes des partis politiques peuvent se constituer en vue de participer aux élections municipales.

### Maires et échevins
Chaque commune élit entre 5 et 11 échevins, suivant la tranche d'électeurs dans laquelle chacune s'inscrit. Deux exceptions existent néanmoins concernant Porto, dont le nombre d'échevins est fixé à 13, et Lisbonne, dont le nombre est fixé à 17.
| Nb. d'électeurs | 0 - 10 000 | 10 001 - 50 000 | 50 001 - 99 999 | 100 000 et + | Porto | Lisbonne |
| --------------- | ---------- | --------------- | --------------- | ------------ | ----- | -------- |
| Nb. d'échevins  | 5          | 7               | 9               | 11           | 13    | 17       |

Parmi les échevins élus, le candidat en tête de la liste ayant recueilli le plus grand nombre de suffrages est automatiquement élu maire, peu importe la situation majoritaire ou minoritaire de sa liste au sein de la chambre municipale. En complément, la loi stipule que nul ne peut exercer plus de trois mandats de maire consécutifs dans la même municipalité.

### Assemblées municipales
Chaque assemblée municipale est composée d'un nombre de conseillers municipaux supérieur d'une unité au nombre de freguesias que compte la municipalité ; néanmoins, ce nombre ne peut être inférieur à trois fois le nombre de membres de l'exécutif municipal.
Ainsi, l'assemblée municipale de Barcelos, municipalité subdivisée en 65 freguesias, est composée de 66 membres, soit bien au-dessus des 33 membres que devrait lui attribuer sa tranche démographique (100 000 et +).
| Nb. d'électeurs    | 0 - 10 000 | 10 001 - 50 000 | 50 001 - 99 999 | 100 000 et + | Porto | Lisbonne |
| ------------------ | ---------- | --------------- | --------------- | ------------ | ----- | -------- |
| Nb. de conseillers | 15         | 21              | 27              | 33           | 39    | 51       |

### Juntes et assemblées freguesiales
Dans les communes de plus de 150 électeurs, l'assemblée freguesiale est composée de 7 à 21 membres suivant la tranche électorale dans laquelle se situe chaque freguesia.
Parmi les conseillers élus, le candidat en tête de la liste ayant recueilli le plus grand nombre de suffrages est automatiquement élu président de la junte freguesiale, peu importe la situation majoritaire ou minoritaire de sa liste au sein de l'assemblée freguesiale. En complément, la loi stipule que nul ne peut exercer plus de trois mandats de président de junte consécutifs dans la même freguesia. L'assemblée procède ensuite à l'élection de 2 à 6 adjoints au président formant, avec ce dernier, la junte freguesiale.
| Nb. d'électeurs    | 0 - 150  | 151 - 1 000 | 1 001 - 5 000 | 5 001 - 20 000 | 20 001 - 40 000 | 40 001 + |
| ------------------ | -------- | ----------- | ------------- | -------------- | --------------- | -------- |
| Nb. de conseillers | Plénière | 7           | 9             | 13             | 19              | 21       |
| Nb. d'adjoints     | 2        | 2           | 2             | 4              | 6               | 6        |

Dans les communes comportant 150 électeurs et moins, l'assemblée freguesiale est remplacée par la plénière des électeurs. Celle-ci agit dans les mêmes conditions que l'assemblée freguesiale dans les communes plus peuplées, avec un quorum de 10% de membres présents nécessaire à la validation des délibérations. Dans ces communes, et en l'absence de la possibilité de constituer des listes de candidats, le président de la junte freguesiale est directement élu par la plénière des électeurs.